# 小行星2664
小行星2664（2664 Everhart）是一颗绕太阳运转的小行星，为主小行星带小行星。该小行星于1934年9月7日发现。
該小行星以美國天文學家埃德加·埃弗哈特（Edgar Everhart）命名。

## 轨道参数
小行星2664的轨道半长轴为2.3816847 UA，离心率为0.182。